# Llista de personatges de Red Dead Redemption
Els personatges que apareixen en el videojoc Red Dead Redemption sempre estan d'alguna manera relacionats amb el protagonista, John Marston. El jugador controla John Marston, un exdelinqüent, membre d'una banda de malfactors que lluita per capturar els seus excamarades i així recuperar la seva família.

## Personatges principals
John Marston
Presentat a Èxode als EUA.
Mor a L'últim enemic que ha de ser destruït.
John Marston va néixer el 1873, el seu pare era un escocès que va emigrar als Estats Units, la seva mare era prostituta i, segons paraules del mateix Marston, el seu pare podria haver estat el seu proxeneta. La seva mare mor durant un part el 1881 i, segons sembla, el pare d'en John mor en una baralla de borratxos a Chicago. Quan el seu pare mor, en John, que té 8 anys, és internat en un orfenat, on viu fins als 17 anys, quan s'escapa per unir-se a una banda de malfactors dirigits per un home anomenat Dutch van der Linde, que és qui li ensenya a llegir, escriure i disparar. Altres membres de la banda són en Bill Williamson i en Javier Escuella. A la banda també coneix Abigail Marston, una prostituta que viatja amb ells i amb la qual en John es casarà en un futur. En John explica que la banda és com una família per a ell i que lluiten per alguna cosa més que guanyar diners, roben els rics i poderosos per donar-ho als més necessitats i viuen segons els seus propis ideals. Durant un atracament a un banc el 1908, Marston rep un tret i és abandonat a la seva sort pels seus companys. Llavors, Marston decideix abandonar la seva vida de delinqüent i reformar-se.
Amb la seva dona, Abigail, i el seu fill, Jack, Marston compra un ranxo a West Elizabeth (entre Great Plains i Tall Trees, a l'estat de New Austin) i viu de manera pacífica. Segons sembla, en John també té una filla, que deu morir durant el part o de ben petita. Al cap de cinc anys l'FBI el van a buscar perquè capturi els seus excompanys de la banda, i per assegurar-se la lleialtat d'en John, l'FBI segresta la seva família amb la promesa que li tornaran després que hagi complert la missió.
Des de la ciutat de Blackwater, en John és escortat fins a la ciutat d'Armadillo, on es troba amb un guia anomenat Jake. En Jake el porta fins a la fortalesa de la banda, Fort Mercer, ara dirigida pel seu antic company i camarada, Bill Williamson. En John intenta raonar amb Williamson a la porta de la fortalesa, però aquest es nega a rebre'l i després de disparar-li una bala entre les costelles, el deixa a la seva sort. Per sort, el salva una dona anomenada Bonnie MacFarlane, que el cuida al seu ranxo de Hennigan's Stead fins que es recupera. Després de recuperar-se en John treballa amb els agents locals de la ciutat d'Armadillo i amb altres personatges pintorescs perquè l'ajudin a conquerir Fort Mercer, on s'amaga la banda de Williamson. Finalment, Marston aconsegueix assaltar el fort, però no aconsegueix localitzar Williamson que, pel que sembla, ha fugit a Mèxic amb l'ajuda de Javier Escuella, un altre dels seus excamarades.
Marston segueix Williamson fins a la província de Nuevo Paraíso, a Mèxic. A Mèxic, Marston es troba al mig d'una autèntica guerra civil entre els rebels, liderats per Abraham Reyes, i els soldats de la regió, dirigits pel coronel Agustín Allende. Marston treballa per als dos bàndols amb l'objectiu de localitzar Williamson i Escuella, però és traït per Allende i es veu forçat a col·laborar definitivament amb els rebels. Junts, assalten El Presidio, una presó mexicana on en John captura Escuella, i aquí el jugador pot decidir si el mata o el lliura viu als agents de l'FBI. Després, l'exèrcit rebel assalta el palau del coronel Allende, que intenta fugir juntament amb Williamson, però tots dos són executats per en John i l'Abraham Reyes.
En John torna a Blackwater, on espera reunir-se de nou amb la seva família després de complir la missió, però l'agent Edgar Ross, de l'FBI, li diu que la seva missió no ha acabat: ha de matar l'antic cap de la banda, Dutch Van der Linde. A l'inici en John s'hi nega, però després de comprovar que no té cap altre remei, decideix acceptar-ho. En Dutch ara dirigeix una banda d'indis americans i malfactors a les muntanyes de Tall Trees, prop de Blackwater. En John duu a terme diversos assalts per trobar en Ducth fins que, finalment, amb l'ajuda de l'exèrcit nord-americà assalten amb èxit la fortalesa de Dutch. Després de la batalla i de perseguir-lo per una mina, en John acorrala en Dutch en un penya-segat, i aquest li diu que només lluitava pel que el creia just i, finalment, se suïcida llançant-se pel barranc. L'agent Ross permet a en John tornar amb la seva família al seu ranxo de Beecher's Hope.
Després de reunir-se amb la seva família, en John comença a viure com sempre havia volgut, tenint cura del seu ranxo i de la seva família. Els dies passen de manera més o menys plàcida fins que, un dia, el ranxo d'en John és assaltat per un grup de soldats de l'exèrcit nord-americà liderats per Edgar Ross, amb l'objectiu de matar-lo. En John protegeix la seva família mentre es dirigeixen al graner del ranxo, allà s'acomiada de la seva dona, Abigail, i el seu fill, Jack, i els obliga a fugir a cavall. En John s'enfronta als homes de Ross, però són molts i, després de matar-ne alguns, l'acaben afusellant a sang freda. El seu cos és enterrat en un vessant de la muntanya al costat del seu ranxo, on més endavant, el 1914, l'acompanyarà la tomba de la seva dona. Amb el temps, el seu fill Jack venjarà la mort del seu pare i matarà el traïdor agent Ross.
A Malson dels no morts (Undead nightmare) la seva família és infectada i decideix anar a la cerca d'una cura, però casualment descobreixen que el malson zombi és una maledicció. Després que tot torni a la normalitat, Marston reviu com a zombi (ja que això passa després dels esdeveniments de L'últim enemic que ha de ser destruït).
Jack Marston
Presentat a El retorn del malfactor.
Jack Marston és l'únic fill de John Marston i Abigail Marston. En Jack va néixer a la banda d'en John i l'Abigail, on va passar la seva infància fins que la família va abandonar la banda i es van traslladar al seu nou ranxo. Allà és on més endavant són retinguts per agents del govern dels Estats Units mentre el seu pare compleix la missió que li havia encomanat Edgar Ross de capturar els seus antics companys de la banda.
Quan el seu pare torna al ranxo, en Jack ja és tot un noi. És aficionat a la lectura, però que a diferència d'en John, no ha estat involucrat en la delinqüència. Amb l'objectiu de ser un bon pare per a en Jack, en John li comença a ensenyar les feines del ranxo. Durant aquest temps, en Jack aprèn a caçar, escorxar animals i ramats de bestiar. Tot i que a l'inici la seva relació era tensa, en Jack li arriba a dir al seu pare que de vegades pensava que estava amb un desconegut i que tenia por que els tornés a abandonar, de mica en mica la seva relació millora. Un dia, el ranxo és assaltat per soldats del govern liderats per Edgar Ross amb l'objectiu de matar el seu pare. En Jack lluita al costat del seu pare i el seu oncle per defensar el ranxo, fins que finalment ell i la seva mare fugen a cavall del ranxo. Però quan tornen per retrobar-se amb el seu pare, el troben estès a terra, mort a trets.
Tres anys després, la seva mare també mor i en Jack apareix dret davant la tomba dels seus pares. En Jack té les mateixes habilitats que el seu pare i també les seves possessions (armes, diners, cavalls, etc.), a més d'una fama i honor semblants. Després de rebre informació del parador d'Edgar Ross, que s'havia retirat poc després de l'assassinat d'en John, en Jack marxa a buscar-lo. Un cop a casa d'en Ross, amb l'excusa que li ha de donar un missatge molt important, demana a la seva dona que li digui on és. Ella li diu que ha sortit amb el seu germà a pescar i caçar a la zona del riu San Luis. En Jack troba en germà de l'Edgar, que l'informa que el trobarà una mica més avall del riu, caçant ànecs. Quan el troba en Jack revela qui és i parlen durant una estona fins que l'Edgar es posa en posició d'atac i es repten en un duel. Finalment, en Jack va posar fi a la vida de l'Edgar i venja finalment el seu pare, John Marston.
A Malson dels no morts (Undead Nightmare) en Jack és mossegat per la seva mare Abigail, que també el converteix en zombi, i en John el tanca a la seva habitació amb l'Abigail i marxa a buscar una cura. Al final del joc, en Jack i la seva mare es curen i tots tres es reuneixen de nou.
Abigail Marston
Presentada a El retorn del malfactor.
Mor a L'últim enemic que ha de ser destruït.
Abigail treballava de prostituta, i solia acompanyar en els seus viatges a la banda de Dutch Van der Linde, en la qual estaven, entre d'altres, el futur marit, John Marston, Bill Williamson i Javier Escuella. Després que John fos abandonat pels seus companys després de rebre un tret, tots dos van decidir abandonar la banda, es van casar i van marxar a viure a un ranxo amb el seu fill, Jack. No obstant això, Abigail seria retinguda per agents del govern fins que el seu marit tornés, segons paraules seves, els agents els van tractar força bé, encara que algun d'ells va tractar d'excedir-se amb ella, la qual cosa ella va solucionar immediatament.
Després del retorn del seu marit, tots dos van seguir encarregant-se del ranxo, fins que un dia, aquest va ser assaltat per soldats del govern, Abigail va fugir al costat de Jack del ranxo després d'acomiadar John i quan van tornar, el van trobar mort. Abigail va quedar plorant al costat del cos sense vida del seu marit. Abigail va morir tres anys després va ser enterrada al costat de John i Uncle.
A Malson dels no morts Abigail és mossegada per Uncle, i ella, al seu torn, mossega Jack. John els va mantenir tancats fins que s'acabés el malson zombi.

### Aliats
Bonnie MacFarlane
Presentada a Èxode als EUA.
Bonnie és la propietària d'un gran ranxo a la província de New Austin. Té 27 anys i és filla de Drew MacFarlane, té sis germans més, encara que només un seguia viu. És bonica però amb una veu irritant
Bonnie coneixeria a John, després que aquest fos ferit fatalment per Bill Williamson, Bonnie va curar a John i li va donar allotjament mentre es recuperava, John va agrair-li-ho fent diversos treballs per a ella i ajudant-la a treballar al ranxo. Posteriorment, Bonnie seria raptada per la banda de Williamson, ja que el comissari Leigh Johnson, havia capturat al segon al comandament de la banda, encara que John va aconseguir rescatar Bonnie just quan l'estaven penjant.
Temps després, i després que John Marston es retrobés amb la família, aniria a veure la Bonnie per comprar bestiar i portar blat als seus graners, Abigail mostraria la seva gelosia en alguna ocasió, ja que es pensava que John potser va tenir alguna aventura amb la Bonnie. Quan John se'n va de nou amb la seva dona al seu ranxo, es revela que la Bonnie sentia alguna cosa per en John. Es desconeix com va reaccionar després de conèixer la mort de Marston.
En Malson dels no morts ella és un dels pocs personatges supervivents del malson zombi.
Leigh Johnson
Presentat a La realitat política d'Armadillo.
El comissari Johnson és el cap de policia de la ciutat d'Armadillo, compta, a més, amb dos ajudants, bastant incompetents anomenats Jonah i Eli.
El comissari Johnson coneixeria a John Marston quan aquest es va presentar a comissaria demanant-li ajuda per capturar Bill Williamson, aquest es negaria al·legant que estava fora de la seva jurisdicció, encara que tots dos van acabar fent un tracte: John ajudaria al comissari amb els problemes d'Armadillo i aquest l'ajudaria a atacar el fort de Williamson. Posteriorment, Johnson, al costat de Marston i els seus ajudants atacarien Fort Mercer però no localitzarien Bill Williamson.
Temps després, el 1914, i després de la mort de John Marston, als diaris es pot llegir que el comissari Leigh Johnson es va retirar després de 17 anys de servei a Armadillo, on admetia que marxaria molt lluny d'Armadillo i no hitornaria mai.
Landon Ricketts
Presentat a La tragèdia del pistoler.
Mor a Recorda la meva família.
Un llegendari pistoler del Far West, el mateix John Marston va sentir moltes històries sobre ell quan era nen, posteriorment es retiraria a viure a la ciutat de Chuparosa, a Nuevo Paraíso, Mèxic.
Ricketts coneixeria Marston quan aquest va arribar a Chuparosa. Uns homes van començar a molestar John i aquest els va eliminar ràpidament, Ricketts va ensenyar a Marston a disparar de manera més efectiva, també faria diverses missions al costat de Ricketts, com ara rescatar Luisa Fortuna. Després de rescatar uns presoners que anaven a ser executats per Allende, John i Ricketts s'acomiaden i no es tornen a veure.
Anys després, als diaris es pot llegir que Ricketts havia tornat als Estats Units després de viure molt de temps a Mèxic i va morir estirat al seu llit.
Abraham Reyes
Presentat a Ha de morir un salvador?
Abraham Reyes és el líder dels rebels revolucionaris que lluiten contra el coronel Agustín Allende i els seus soldats. El carisma de Reyes el fa ser molt popular entre els seus homes i està promès amb una bella jove anomenada Luisa Fortuna, però, a Reyes no sembla importar-li molt, ja que gairebé mai es recorda del seu nom i diu que mai podria casar-se amb una camperola.
Luisa va demanar ajuda a John Marston dient-li que ella i Reyes anaven a trobar-se quan va ser emboscat per soldats d'Allende, Marston i Luisa acudeixin a El Presidio on John rescata Reyes i el porta de nou amb Luisa. Més tard, després que John fos traït pel coronel Allende, John s'uniria a Reyes i els seus rebels i junts assaltarien primer El Presidio i després la mansió d'Allende. Reyes seria capturat pels homes d'Allende, però gràcies a John i al sacrifici de Luisa, Reyes va poder assaltar i capturar el coronel Allende i l'executaria.
Abraham és un jove de família rica que va decidir llançar-se en contra del govern, amb la idea romàntica de portar progrés al país. Malgrat l'amor que li professa Luisa, Abraham ni tan sols la recorda i usualment sol referir-s'hi com Laura. A l'inici d'una de les missions, Abraham és sorprès tenint relacions sexuals amb una altra camperola per Marston i quan li pregunta de la importància de la seva relació amb Luisa, Abraham aconsegueix respondre que el que busca és una dona que pugui presentar a "ambaixadors, reis i presidents "i no a una simple camperola de mans dures". En una altra ocasió Abraham diu a Marston que si vol tenir a Luisa la hi presta, cosa que a Marston, entre altres coses el deixa exasperat.
Temps després, es comunicaria als diaris que Abraham Reyes enderrocà el president de Mèxic, Ignacio Sánchez i seria proclamat president del país. Poc després, Reyes seria titllat també de tirà, a causa de les matances que organitzaria ja com a president.
Drew MacFarlane
Presentat a Cavalls salvatges, passions domades.
El pare de Bonnie MacFarlane, que a més de tenir-la a ella, també va tenir sis fills més. Drew MacFarlane és un home ancià, que va viure tota la seva vida al ranxo sota dures condicions però que mai es va plantejar la seva vida allà.
John Marston el coneix quan la seva filla Bonnie l'hi presenta, John ajudaria el senyor MacFarlane a cuidar el ranxo i rescataria a Bonnie de les urpes de la banda de Bill Williamson. Temps després se'l torna a veure quan John i el seu fill Jack van a comprar bestiar als MacFarlane.
En El Malson dels no morts Drew és infectat i assassinat per John Marston, ja que Bonnie li va demanar que el trobés al ranxo.
Nigel West Dickens
Presentat a El blues de l'estafador.
Nigel West Dickens és un autoanomenat "científic" que ven un elixir de la seva invenció que, segons ell, és capaç de curar tots els mals, encara que en realitat només és un xerraire que enganya els camperols.
John Marston coneix Nigel West Dickens quan se'l troba malferit al mig del desert, John el porta a un metge i West Dickens aconsegueix recuperar-se. Aquest promet tornar-li el favor ajudant-lo a atacar Fort Mercer. John va ajudar West Dickens en les seves tasques de "sanador". Després, West Dickens ajudaria en l'assalt a Fort Mercer, proporcionant un amagatall a John, després d'això, va dir que marxava cap a París o Xangai. Temps després, West Dickens és arrestat per agents de Blackwater, encara que John aconsegueix convèncer de deixar-lo lliure dient-los que va ajudar en la captura de Bill Williamson.
Irish
Presentat a Un francès, un gal·lès i un irlandès.
Simplement conegut com a Irish (en català: irlandès), és un "amic" de Nigel West Dickens i que li presenta John Marston perquè li aconsegueixi una metralladora Gatling.
John Marston coneix Irish quan el salva dels seus dos amics que pretenien ofegar-lo per intentar estafar-los. John va recórrer a Irish perquè li aconseguís una Gatling, finalment, tots dos aconsegueixen la Gatling i Irish la transporta per l'assalt aFort Mercer, però no participa en l'assalt. Després d'això, transportaria a John fins a Mèxic travessant el riu al·legant que hi havia molts "amics".
Temps després, es pot llegir als diaris que un misteriós home irlandès de nom desconegut havia mort durant un tiroteig a la regió de Thieve's Landing, probablement es tractava d'Irish.
Seth Briars
Presentat a Exhumacions i altres aficions.
Seth és un cercador de tresors frustrat. Amb el seu fidel company van trobar un mapa que mostrava un immens tresor, però el seu company el va trair i es va emportar la seva part del mapa. Des de llavors, Seth el buscaria, per això fins i tot desenterraria morts. Cal destacar que l'aspecte de Seth és enormement descurat, ja que, segons ell mateix reconeix, portava diversos anys sense dutxar-se.
John Marston troba Seth exhumant cadàvers per trobar un tros de mapa. John va a buscar el company de Seth, el qual lliura la part de mapa que li va robar, després de trobar el tresor, es comprova que l'únic que conté és un ull de vidre, per decepció de Seth. En agraïment, Seth va ajudar en la presa de Fort Mercer.
Posteriorment, en 1914, es pot llegir als diaris que un home anomenat Seth Briars va trobar un fastuós tresor i es va tornar multimilionari.
En Malson dels no morts Seth és un dels pocs personatges del joc que sobreviuen al malson zombie, ja que John Marston ho veu gaudint la seva vida amb ells jugant poker i fent festes.
Luisa Fortuna
Presentada a Landon Ricketts cavalca de nou.
Mor a L'hora assenyalada.
Luisa té 19 anys i treballa de professora a Chuparosa, és a més una de les rebels de l'exèrcit revolucionari d'Abraham Reyes, amb qui està promesa. Reyes és un home a qui admira i estima, encara que aquest no demostri el mateix per ella.
Luisa és presentada quan és raptada per soldats de l'exèrcit del coronel Allende. John Marston i Landon Ricketts la rescaten. Després, Luisa li demanaria a John que portés la seva germana al port, ja que marxava a un lloc segur. Posteriorment va dir que el seu pare va ser executat pels homes d'Allende i li demana a John que rescati el seu promès, Abraham Reyes. Durant l'assalt de l'exèrcit rebel a la mansió del coronel Allende, Reyes és capturat i està a punt de ser executat, quan Luisa s'interposa i rep el tret, fet que provoca la seva mort.
Harold McDougal
Presentat a Els grans homes no sempre són savis.
Harold té 43 anys i és antropòleg. Harold va estudiar a la Universitat Yale, i va escriure un llibre on explica que els nadius americans eren de caràcter i tenien genomes diferents dels homes de raça blanca. També és addicte a la cocaïna, fet que li ocasiona molts problemes nerviosos.
John Marston coneix Harold quan el presenten els agents Edgar Ross i Archer Fordham. John ajudaria Harold a les seves missions, després, ha d'ajudar a escapar de Dutch Van der Linde i els seus homes, més tard, Harold diu que la vida a Blackwater no és per a ell i se'n va de nou a Yale.
Temps després, es pot veure als diaris que un estudiant anomenat Harold McDougal va ser expulsat de Yale quan va tractar de devorar un company d'estudis per a un experiment científic.
En Malson dels no morts Harold és el primer personatge secundari que apareix, després és devorat per un zombi, infectat i assassinat per John Marston.
Uncle
Presentat a El retorn del malfactor.
Mor a L'últim enemic que ha de ser destruït.
Simplement anomenat "Uncle", malgrat que no és familiar de John Marston, aquest sempre l'ha anomenat així i no se li coneix cap altre nom. D'edat molt avançada, és tan vell que ni tan sols John pot recordar quants anys té. Durant l'absència de John, Uncle s'encarrega de cuidar el ranxo dels Marston, encara que sense gaire èxit, la qual cosa provoca l'empipament de John al seu retorn.
Uncle viu amb en John després del seu retorn, i ajuda en les tasques del ranxo encara que moltes vegades les evita argumentant que "Ja és molt vell". Durant l'assalt dels homes del Bureau al ranxo dels Marston, Uncle el defensa al costat de John i Jack, però rep un tret d'un soldat i mor. És enterrat al costat de John Marston i posteriorment al costat d'Abigail Marston.
En Malson dels no morts Uncle infecta Abigail, John l'assassina que tot que acaba la maledicció zombi no apareix en el final.

## Vilans i enemics
William "Bill" Williamson
Presentat a Èxode als EUA.
Mor a L'hora assenyalada.
Williamson va formar part de la mateixa banda a la qual pertanyien, entre d'altres, John Marston i Javier Escuella, que estava al comandament de Dutch Van der Linde. Pel que sembla, durant un atracament a un banc a 1908, John va rebre un tret i fou abandonat a la seva sort per Williamson.
Anys després, John aniria a buscar Williamson per complir la seva missió encomanada. Va tractar de raonar amb en Williamson però aquest el va disparar i el va donar per mort. Poc després, John, amb els seus aliats, el comissari Leigh Johnson, Nigel West Dickens, Seth Briars i Irish, va atacar Fort Mercer, la fortalesa on s'amagava la banda de Williamson, però aquest va aconseguir fugir a temps i es va refugiar a Mèxic, on es va reunir amb el seu vell company, Javier Escuella.
John el va anar a buscar fins a la província de Nuevo Paraíso, Mèxic, i allà es va assabentar que havia demanar asil al coronel Allende, després que l'exèrcit revolucionari d'Abraham Reyes prengués la mansió d'Allende, aquest va fugir al carro de Williamson, però John els va perseguir i els va donar caça. Allà, John va disparar i va matar Williamson.
Javier Escuella
Presentat a Les portes de El Presidio.
Pot morir a Les portes de El Presidio.
Javier Escuella, d'origen mexicà, va formar part de la banda de Dutch Van der Linde, a la qual pertanyien Bill Williamson i John Marston, entre d'altres. Pel que sembla, va ser un revolucionari mexicà i després va emigrar als Estats Units, on va formar part de la banda de Dutch. Posteriorment va tornar a Mèxic on va demanar asil al coronel Agustín Allende.
Abraham Reyes va comunicar a John que havien localitzat Javier Escuella a la presó de El Presidio. Els rebels van assaltar la presó i John va capturar Escuella quan intentava fugir. Es pot eliminar Escuella o no, si s'escull eliminar-lo, l'única diferència que es notarà és que l'agent Edgar Ross ens demanava que el lliuréssim viu i no mort.
Capitán Vicente de Santa
Presentat a Civilització a tot preu.
Mor a La caiguda del capità De Santa
El capità De Santa és la mà dreta del coronel Agustín Allende, a més d'un dels seus més fanàtics seguidors. Ambiciós i sense escrúpols, De Santa podria ser homosexual, ja que mai se'l va veure perseguir cap de les moltes dones que l'exèrcit aconseguia per al coronel Allende, i sempre se'l veu en actitud molt afectuosa amb el cambrer de la cantina. En les poques escenes que va estar amb dones era per portar per la força dones que serien violades pel coronel. A més a més, un dels generals diu a Marston que De Santa era per Allende com "una dona a la qual no pogués violar, que li pogués netejar la casa i mai no és fora".
John Marston coneix al capità De Santa quan va a veure al coronel Allende. De Santa promet que si John realitza diverses missions per al coronel, ells trobaran Bill Williamson i Javier Escuella. No obstant això, aviat seria traït per De Santa, que atrau John fins a una església on un soldat el deixa fora de combat, està a punt de ser executat però és salvat per Abraham Reyes. Més tard, Luisa diu a John que De Santa està dirigint una massacre a El Sepulcre. John i els rebels hi van i capturen De Santa, després d'interrogar-lo, el jugador pot escollir matar ell mateix a De Santa o que siguin els rebels qui ho facin.
Coronel Agustín Allende
Presentat a La beguda endimoniada
Mor a L'hora assenyalada.
El coronel Agustín Allende governa la regió de Nuevo Paraíso, a Mèxic com un senyor feudal. És un dels homes del president de Mèxic, el general Ignacio Sánchez. Segons paraules d'Abraham Reyes, Allende en la seva joventut era un idealista, però que amb el temps es va tornar en un cínic addicte al sexe i en un sanguinari tirà.
John coneix el coronel Allende per preguntar-li sobre el parador dels seus objectius, Bill Williamson i Javier Escuella. Allende li diu que si vol trobar els seus vells amics, abans ha de treballar per a ells. En John accepta. No obstant això, Allende ordena al capità De Santa que traeixi i mati John, encara que no ho aconsegueix, ja que és rescatat per Abraham Reyes.
Temps després, els rebels inicien l'assalt contra la mansió d'Allende, aquest fuig al costat de Bill Williamson, ja que va resultar que durant tot aquest temps, Allende havia estat donant refugi i auxili a Williamsom. John persegueix el carro d'Allende, i aquest, en un acte desesperat traeix Williamson i suplicant pietat a John, però acaba sent executat pel mateix Abraham Reyes.
Normalment, Allende viu com qualsevol líder prepotent, parla de progrés mentre manté actituds opressores. Sovint assetja dones i pren begudes alcohòliques.
Dutch Van der Linde
Presentat a A casa amb Dutch.
Mor a I la veritat us farà lliures.
Dutch va dirigir una banda de malfactors que estava integrada entre d'altres, per John Marston o Bill Williamson. Pel que sembla, la banda es dedicava a robar els rics per donar-ho als més necessitats, però segons paraules de Marston, Dutch va acabar tornant-se boig probablement per la desil·lusió de veure que les coses mai no canviaven.
Després d'eliminar Bill Williamson, l'agent Edgar Ross ordena a John que s'encarregui també del seu antic líder, Dutch Van der Linde. Al principi John es mostra reticent però acaba cedint. Dutch dirigia una gran banda de rebels a les muntanyes de Tall Trees, una regió propera a Blackwater, Dutch va dirigir un assalt al banc de Blackwater que va ser frustrat per John Marston, posteriorment, va tractar d'eliminar Harold McDougal.
Finalment, John, al costat de soldats de l'exèrcit nord-americà, dirigeix un assalt contra la fortalesa a les muntanyes de Dutch. John persegueix Dutch muntanya amunt fins que l'acaba acorralant, Dutch se suïcida llançant-se al buit. L'agent Ross dispara al cadàver de Dutch amb la pistola de Marston per donar-li més "credibilitat".
Edgar Ross
Presentat a "Èxode a EUA.
Mor a Recorda la meva família (missió secundària).
Ross és un agent d'un servei d'investigació americà, també anomenat Bureau. Ross va segrestar la família de John Marston per obligar-lo a donar caça als seus antics camarades.
Després que John eliminés Bill Williamson i Javier Escuella, li van ordenar que eliminés Dutch Van der Linde, el seu antic cap. Ross, al costat de Marston i diverses desenes d'homes, va encapçalar l'assalt a la fortalesa de Dutch, i aquest acabaria morint suïcidant-se per un barranc. Després d'això, Ross va concedir permís a John per tornar amb la seva família.
Però temps després, desenes de soldats nord-americans assaltarien el ranxo dels Marston, John, Jack i Uncle es van defensar, però aquest últim va acabar morint i John va decidir enfrontar-se en solitari als homes de Ross, però aquests eren massa i van acabar cosint-lo a trets.
Tres anys després, el fill de John, Jack Marston, estava decidit a venjar la mort del seu pare. Als diaris va llegir que l'agent Edgar Ross s'havia retirat del servei, i l'aconsegueix localitzar després de preguntar a un agent pels carrers de Blackwater. Després de rastrejar la casa de la seva dona, el va localitzar caçant ànecs en un riu, a la part mexicana. Aconsegueix la seva ubicació dient que tenia una carta per a ell. Jack es va presentar com el fill de John Marston i va reptar Ross a un duel. Jack va guanyar i va matar l'agent Ross, i va venjar definitivament el seu pare.